# Charlotte sogn (Saint Vincent og Grenadinerne)
Charlotte sogn er et af seks sogne på Saint Vincent og Grenadinerne. Charlotte er det største og østligste  sogn i Saint Vincent og Grenadinerne. Med et areal på næsten 150 km² er det på størrelse med De Britiske Jomfruøer. Hovedstaden er Georgetown, den næststørste by i landet.
13°17′10″N 61°07′22″V / 13.28611°N 61.12278°V